# Faduley
Faduley Rodrigues Sousa Baía, dit Faduley, né le 10 mars 1992 à São Tomé à Sao Tomé-et-Principe, est un footballeur international santoméen. Il évolue au poste d'attaquant.

## Biographie
Il joue son premier match avec l'équipe de Sao Tomé-et-Principe le 4 juin 2016, comme remplaçant, en rentrant à la 74e minute face au Cap-Vert, dans le cadre des éliminatoires de la Coupe d'Afrique des nations 2017. À l'Estádio Nacional 12 de Julho, il marque un but, mais son équipe s'incline malgré tout sur le score de 1-2.
Formé à Belenenses, il évolue au cours de sa carrière en troisième et  quatrième division portugaise.

## Statistiques

### Buts internationaux
|    | Date        | Lieu                                                          | Adversaire | Score | Résultat | Compétition             |
| -- | ----------- | ------------------------------------------------------------- | ---------- | ----- | -------- | ----------------------- |
| 1. | 4 juin 2016 | Estádio Nacional 12 de Julho, São Tomé (Sao Tomé-et-Principe) | Cap-Vert   | 1–2   | 1–2      | Qualifications CAN 2017 |